# Knowstone
Knowstone – wieś w Anglii, w hrabstwie Devon, w dystrykcie North Devon.